# پایگاه هوایی آبی میناکی/پیستول لیک
پایگاه هوایی آبی میناکی/پیستول لیک (به انگلیسی: Minaki/Pistol Lake Water Aerodrome) یک فرودگاه همگانی است . این فرودگاه در کشور کانادا قرار دارد و در ارتفاع ۳۱۶ متری از سطح دریا واقع شده‌است.